# Smeringopus buehleri
Smeringopus buehleri är en spindelart som beskrevs av Schenkel 1944. Smeringopus buehleri ingår i släktet Smeringopus och familjen dallerspindlar. Inga underarter finns listade i Catalogue of Life.